# Chengdu DYC Cycling Team
Chengdu DYC Cycling Team is een Chinese wielerploeg die is opgericht in 2023 en sinds 2024 een continentale status heeft.

## Geschiedenis
De ploeg werd opgericht in 2023 en heeft sinds 2024 een continentale status. Alle overwinningen werden geboekt op Chinees grondgebied. De ploeg bestaat vooral uit Chinese en Russische renners en kent hoofdkantoor in Chengdu. In 2025 tekenden de Venezolaanse Roniel Campos en de Mongoolse renner Davaajargal Altangerel een contract. Dit waren de eerste niet-Chinese, -Russische of -Wit-Russische renners bij de ploeg.

## Bekende (ex-)renners
Overig
 Roman Majkin (2024-)
 Petr Rikoenov (2024-)
 Jawhen Sobal (2024-)
 Roniel Campos (2025-)

## Overwinningen
2024
2e etappe Trans-Himalaya Cycling Race: Petr Rikoenov
1e etappe Ronde van het Poyangmeer: ploegentijdrit
2e etappe Ronde van het Poyangmeer: Petr Rikoenov
5e etappe Ronde van het Poyangmeer: Petr Rikoenov
Eindklassement Ronde van het Poyangmeer: Petr Rikoenov
2e etappe Ronde van Huangshan: Roman Majkin
Eindklassement Ronde van Huangshan: Roman Majkin
2025
7e etappe Ronde van Qinghai: Petr Rikoenov